# Rane supreme
(Serpenti)
Rane supreme è un doppio album della cantante italiana Mina del 1987.

## Descrizione
Come altri LP di Mina, viene inizialmente pubblicato come "doppio album" non divisibile, poi nelle successive ristampe, sia su vinile che su CD, viene diviso e venduto separatamente con l'aggiunta al titolo di "vol. 1" o "vol. 2", mantenendo comunque le stesse tracce dei due dischi originari, che sono stati stampati anche in tiratura limitata su picture disc.
Grazie a questo album, Mina vinse la Targa Tenco come migliore interprete dell'anno.
Nel "Disco 1", come di consueto, la cantante reinterpreta brani già incisi da altri artisti. Fra questi vi è la cover di Nessun dolore di Lucio Battisti, in cui Mina raggiunge una delle note più alte di tutta la sua discografia.
È presente anche una versione di Sorry Seems to Be the Hardest Word di Elton John e di Careless Whisper di George Michael.
La voce solista in You Make Me Feel Brand New è di Lele Cerri.
Il pezzo Gloria era stato già inciso da Mina nel 1961 per l'album Due note.
La traccia d'apertura del secondo volume, Proprio come sei, fu usata qualche mese prima della pubblicazione di questo disco per uno spot pubblicitario del whisky Glenlivet, in una versione differente da quella poi incisa per l'album.
Serpenti è stata la sigla del programma-contenitore domenicale di Canale 5 La giostra, condotto da Pippo Baudo ed Enrica Bonaccorti.
Il videoclip del brano Ma chi è quello lì, vede protagonisti Monica Vitti e Orazio Orlando.
La genesi del titolo del disco è quanto meno curiosa. Deriva dalla traduzione maccheronica di una pubblicità di apparecchiature di registrazione, che in quel periodo colpì Mina: si trattava della Ran, e lo slogan era "Supreme!". Da cui il titolo Rane supreme.

## Tracce
Disco 1 / CD 1
1. Careless Whisper – 6:06 (testo: George Michael – musica: Andrew Ridgeley)
2. Nessun dolore – 4:16 (testo: Mogol – musica: Lucio Battisti)
3. Gloria – 2:55 (Leon René)
4. Luna lunera – 4:00 (Tony Fergo)
5. Scrivimi – 4:47 (testo: Enrico Frati – musica: Giovanni Raimondo)
6. My Cherie Amour – 3:14 (testo: Henry Cosby – musica: Stevie Wonder, Henry Cosby, Sylvia Moy)
7. Sorry Seems to Be the Hardest Word – 3:51 (testo: Elton John, Bernie Taupin – musica: Elton John)
8. You Make Me Feel Brand New (feat. Samuele Cerri) – 5:17 (testo: Linda Creed – musica: Thom Bell, Linda Creed)

Disco 2 / CD 2
1. Proprio come sei – 4:05 (testo: Samuele Cerri – musica: Massimiliano Pani)
2. Mappamondo – 3:20 (testo: Valentino Alfano – musica: Mario Robbiani)
3. Per avere te – 5:33 (testo: Giorgio Calabrese – musica: Carlo Pes)
4. Ma chi è quello lì – 4:24 (testo: Michele Schembri – musica: Giuseppe Chierchia, Michele Schembri)
5. Mi manchi tu – 4:42 (testo: Giorgio Calabrese – musica: Gianfranco Fornaciari)
6. Serpenti – 3:24 (testo: Samuele Cerri – musica: Massimiliano Pani)
7. Tu vuoi lei – 4:17 (testo: Oscar Avogadro – musica: Alberto Radius)
8. Tu con me – 3:49 (testo: Giancarlo Colonnello – musica: Luigi Albertelli, Giancarlo Colonnello)
9. Certo su di me – 4:27 (testo: Massimiliano Pani, Alberto De Martini – musica: Massimiliano Pani)
10. Legittime curiosità – 5:19 (testo: Giorgio Calabrese – musica: Salvatore Vitale "Thoty")

## Formazione
- Mina – voce, cori
- Paolo Gianolio – basso, chitarra, tastiera
- Massimo Moriconi – basso
- Ellade Bandini – batteria
- Sergio Farina – chitarra
- Stefano Previsti – tastiera
- Franco Serafini – pianoforte, Fender Rhodes
- Alberto Radius – chitarra
- Amedeo Bianchi – sax
- Massimiliano Pani, Samuele Cerri, Pino Presti, Moreno Ferrara – cori

## Classifiche

### Classifiche settimanali
| Classifica (1987-88) | Posizione massima |
| -------------------- | ----------------- |
| Europa               | 86                |
| Italia               | 5                 |

### Classifiche di fine anno
| Classifica (1987) | Posizione |
| ----------------- | --------- |
| Italia            | 16        |